# Dennis Rodman
Dennis Keith Rodman (Trenton, New Jersey, 13. svibnja 1961.) umirovljeni je američki profesionalni košarkaš. Igrao je na poziciji niskog krila ili krilnog centra. Izabran je u 2. krugu (27. ukupno) NBA drafta 1986. od strane Detroit Pistonsa. U svojoj četrnaestogodišnjoj NBA karijeri igrao je za Detroit Pistonse, San Antonio Spurse, Chicago Bullse, Los Angeles Lakerse i Dallas Maverickse. Osvojio je pet NBA prstenova i proglašen je sedam puta za najboljeg skakača lige te dva puta za obrambenog igrača godine. Poznat je po svojoj žestokoj igri u obrani i burnom životu izvan NBA parketa. 

## Rani život
Rodman je rođen u Trentonu u saveznoj državi New Jersey kao sin Shirley i Philandera Rodmana mlađeg. Kada je imao tri godine, otac ga je napustio i Rodman je ostao s majkom. Odrastao je u Oak Cliffu, najgoroj četvrti grada Dallasa. Pohađao je srednju školu South Oak Cliff High School. Rodman nije smatran košarkaškim talentom i nije bio visok. Nakon završetka srednje škole radio je na aerodromu u Dallasu. Nakon što je iznenada izrastao do 2,03m visine, odlučio se još jednom okušati u košarci. 
Odlučio je pohađati koledž North Central Texas. Ondje je u samo jednom semestru ostvario prosjek od 17,6 poena i 13,3 skokova ali je istupio iz momčadi zbog loših ocjena. Nakon nekoliko mjeseci prebacio se na sveučilište Southeastern Oklahoma State. Rodman je bio izabran u NAIA All-American momčad i pedvodio je NAIA ligu u skokovima dvije sezone zaredom. U tri sezone provedene na sveučilištu ostvario je prosjek od 25,7 poena i 15,7 skokova po utakmici. Nakon nekoliko proba prije drafta, Pistonsi su bili vrlo zainteresirani za Rodmana.

## NBA

### Detroit Pistons
Izabran je kao 27. izbor NBA drafta 1986. od strane Detroit Pistonsa. Pridružio se takozvanim "Bad Boysima" pod vodstvom trenera Chucka Dalya. Ova momčad je imala igrače poput Isiaha Thomasa, Joea Dumarsa, Adriana Dantleya, Sydneya Greena i Billa Laimbeerea. S klupe su ulazili šesti igrač Vinnie Johnson, Rick Mahorn i John Salley. Rodman se dobro uklopio i prosječno je postizao 6,5 poena i 4,7 skokova za 15 minuta. Pobijedivši u 52 utakmice regularnog dijela sezone Pistonsi ulaze u doigravanje 1987. U prvom krugu lagano pobijeđuju Washington Bulletse rezultatom 4-0, dok u drugom krugu svladavaju Hawkse u pet utakmica. U finalu Istoka sučeljavaju se s Boston Celticsima predvođeni Larryjem Birdom. To je bila jedna od psihički i fizički najzahtjevnijih serija u povijesti NBA lige. Nakon poraza u sedmoj utakmici Rodman je izjavio:„Larry je precijenjen. Zašto on dobiva toliko publiciteta? Zato što je bijelac. Nikad nismo čuli da je crnac proglašen najboljim.“ U kritikama mu se pridružio i suigrač Isiah Thomas koji je poslije negirao da je rasist jer mu je djevojka bila bijelkinja. 
U sezoni 1987./88. Rodman je startajući u 32 od 82 utakmice popravio svoje statistike na 11,6 poena i 8,7 skokova po utakmici. U doigravanju Pistonsi su osigurali NBA finale. U NBA finalu susreli su se s Los Angeles Lakersima predvođeni Magicom Johnsonom i Kareemom Abdulom-Jabbarom. Nakon vodstva od 3-2 Lakersi su se uzdignuli i svladali Pistonse u sedam utakmica. Te godine, njegova djevojka Annie rodila mu je kćer Alexis. Sljedeće sezone Rodman ulazi s klupe i ostvaruje prosjek od 9 poena i 9 skokova za 26 minuta igre. Toliko je napredovao u obrani da je izabran prvi puta u All-Defensive momčad. U doigravanju Pistonsi su dominirali i u prvom krugu lagano dobivaju Boston Celticse rezultatom 4-0, potom svladavaju Bullse u šest utakmica, a u NBA finalu dobivaju Lakerse u četiri utakmice. U finalu Rodman je dominirao u skokovima i žestokoj obrani, što je dokazao u trećoj utakmici u kojoj je ostvario 19 skokova. 
U sezoni 1989./90. Pistonsi su izgubili Ricka Mahorna, važnog krilnog igrača, koji je zamijenjen u Minnesota Timberwolvese. Uprava kluba bojala se da će time izgubiti duh "Bad Boysa", međutim Rodman zauzima njegovo mjesto i prosječno postže 9 poena i 10 skokova po utakmici uz sjajnu igru u obrani. Proglašen je obrambenim igračem godine i šutirao je s 59% preciznosti. U finalu Istoka pobijeđuju Bullse i ostvaruju drugo NBA finale. U finalu sučeljavaju se s Portland Trail Blazersima predvođeni Clydeom Drexlerom. Unatoč Rodmanovoj ozljedi zgloba, Pistonsi dobivaju seriju u šest utakmica i osvajaju svoj drugi NBA naslov. Sljedeće sezone Rodman postaje startno krilo momčadi. Startao je u 77 od 82 regularne utakmice i prosječno je postizao 8,2 poena i 12,5 skokova po utakmici te je po drugi put proglašen za obrambenog igrača godine. U finalu Istoka susreli su se s Chicago Bullsima koji su ih svladali u četiri utakmice i kasnije osvojili NBA naslov. U sezoni 1991./92. Rodman je jako napredovao i u obrani i u napadu. Prosječno je postizao 9,8 poena i 18,7 skokova po utakmici te je izabran u All-NBA prvu petorku i proglašen najboljim skakačem lige. U ožujku 1992. Rodman je ostvario učinak karijere od 34 skoka ali i to nije bilo dovoljno za prolaz prvog kruga doigravanja. 
Sljedeće sezone u svibnju, s mjesta glavnog trenera odstupio je dosadašnji trener Chuck Daly. Zbog preskakanja ljetnog kampa Rodman je kažnjen sa 68.000 dolara. Ta godina za njega je bila vrlo turbulentna. Konačno se vjenčao s dugogodišnjom curom Annie Bakes, ali brak nije dugo trajao i rastali su se. Te sezone ni Pistonsima nije išlo. Pobijedili su u samo 40 utakmica i propustili ući u doigravanje. Rodman je pao u duboku depresiju. Jedne večeri u svibnju 1993. godine Rodman je pronađen u autu s napetim pištoljem. Nekoliko godina kasnije u svojoj biografiji "As Bad As I Wanna Be." objasnio je razlog pokušaja samoubojstva. 1. listopada 1993. mijenjan je u San Antonio Spurse.

### San Antonio Spurs
U sezoni 1993./94 Rodman se pridružio San Antonio Spursima. Uz Davida Robinsona i Dennisa Rodmana, Spursi su se trebali vratiti u vrh NBA lige. U Spursima je igrao na poziciji krilnog centra te je proglašen tri puta zaredom najboljim skakačem lige, uključujući prosjek od 4,7 poena i 17,3 skokova po utakmici. Prije početka prve utakmice, ošišao se i obojio kosu u žutu boju, a nakon toga su uslijedile još bizarnije boje kao što su crvena, ljubičasta i plava. Tijekom sezone je glavom udario Staceya Kinga i Johna Stocktona te odbio izaći iz igre. Nakon toga je ubrzo osvanula dvomjesečna afera s karljicom popa Madonnom. Unatoč sjajnom regularnom dijelu sezone, Spursi su ispali u prvom krugu od Utah Jazza u četiri utakmice. 
U sezoni 1994./95. Rodman se sučelio s upravom kluba. Bio je suspendiran na tri utakmice, a 7. prosinca dobiva novu suspenziju. Konačno se vraća 10. prosinca, nakon 19 utakmica neigranja i ubrzo ozljeđuje rame u motociklističkoj nesreći. Odigrao je samo 49 utakmica i ostvario prosjek od 16,8 skokova po utakmici te novu titulu skakača godine te proglašenje u All-NBA momčad. U doigravanju su ušli Spursi predvođeni najkorisnijim igračem lige Davidom Robinsonom u finale Zapada. U finalu Zapada su ih čekali Houston Rocketsi koji su bili outsajderi, pobijedivši u samo 47 utakmica regularnog dijela. Međutim Hakeem Olajuwon je predvodio Rocketse s prosjekom od 35,3 poena po utakmici do pobjede nad Spursima u šest utakmica.

### Chicago Bulls
U sezoni 1995./96. Rodman je mijenjan u Chicago Bullse za centra Willa Perduea i nešto novca. Trebao je popuniti rupu koja je nastala nakon odlaska Horacea Granta. Sjajno se uklopio u vizije Phila Jacksona i s prosjecima od 5,5 poena, 14,9 skokova i još jedne titule za najboljeg skakača lige puno pomogao u ostvarivanju najboljeg omjera u povijesti NBA lige 72-10. Unatoč problemima s listom, Rodman je uspio sakupiti 11 puta 20+ skokova i ostvariti prvi triple-double učinak protiv Minnesota Timberwolvesa. Postigao je 10 poena, 21 skok i 10 asistencija. Pridružio se Jordanu i Pippenu u All-Defensive prvoj petorci te su tako postali prva tri igrača iz istog kluba u All-Defensive prvoj petorci. 16. ožujka 1996. udario je glavom sudca i bio kažnjen s 20.000 dolara. U doigravanju Rodman je ostvario prosjek od 7,5 poena i 13,7 skokova po utakmici. Rodman je bio uvelike zaslužan za pobjedu Bullsa u šest utakmica nad Seattle SuperSonicsima. U drugoj utakmici sakupio je 20 skokova, uključujući 11 napadačkih, a u šestoj utakmici sakupio je 19 skokova, uključujući 11 napadačkih i pet poena. Sa svojih 11 napadačih skokova izjednačio je rekord NBA finala kojeg je do sada držao Elvin Hayes.
U sezoni 1996./97. Rodman je osvojio šestu titulu za najboljeg skakača lige. Prosječno je postizao 5,7 poena i 16,7 skokova, ali nije uspio ući u All-Defensive momčad. 15. siječnja 1997. u utakmici s Timberwolvesima, Rodman je ponovno izazvao incident. Nakon što je pao na kamermana udario ga je nogom u prepone i zaradio kaznu od 11 utakmica neigranja, uključujući isplaćivanje nagodbe kamermanu u visini od 200.000 dolara. Propustivši još tri utakmice zbog učestalih nesportsih prekršaja i još 13 utakmica zbog problema s koljenom, Rodman nije bio previše učinkovit u doigravanju. U finalu protiv Utah Jazza, imao je dosta problema u zadržavanju Karla Malonea, ali na kraju su Bullsi ipak pobijedili u šest utakmica. U to vrijeme dosta se zauzeo za hrvanje i sa svojim prijateljem Hulkom Hoganom sudjelovao u nekoliko profesionalnih borbi.
Sljedeće sezone Rodman osvaja svoju sedmu titulu za najboljeg skakača lige. Prosječno je postizao 4,7 poena i 15 skokova po utakmici. Ponovno je ostvario 11 puta 20+ skokova, zatim 29 skokova u utakmici s Atlanta Hawksima i 15 napadačkih, uljučujući i 10 obrambenih skokova protiv Los Angeles Clippersa. U NBA finalu ponovno su se sreli s Utah Jazzom. U prve tri utakmice Rodman je igrao žestoku obranu nad Karlom Maloneom i pomogao Bullsima doći do omjera serije 3-2. U šestoj i zadnoj utakmici Jordan je pogodio koš za pobjedu i donio Bullsima šesti naslov u osam godina. Nakon završetka sezone Rodman i Malone su se sučelili u ringu.

### Zalazak karijere
Rodman je napustio Bullse 1998. godine nakon što su Bullsi započeli veliko obnavljanje zbog Jordanovog odlaska u mirovinu i Pippenove zamjene u Houston Rocketse. Rodman se ubrzo pridružio Los Angeles Lakersima uz minimalnu plaću za veterane. Nakon 23 odigrane utakmice, Rodman je otpušten. U sezoni 1999./2000. Rodman potpisuje za Dallas Maverickse. Nakon samo 12 odigranih utakmica, uključujući i dva isključenja iz igre Rodman je ponovno otpušten i time zaključuje svoju NBA karijeru.

### Karijera nakon umirovljenja
Nakon NBA karijere, Rodman je uzeo veliki predah od košarke i usredotočio se na glumačku karijeru i hrvanje. 1999. godine borio se protiv "Macho Mana" Randya Savagea te izgubio borbu. 30. srpnja 2000. godine ponovno je ušao u ring i borio se protiv Curta Heninga. Nakon te borbe Rodman se povlači iz hrvanja te 2005. godine postaje povjerenik američke ženske nogometne lige. Nakon duže košarkaške stanke odlučio se na povratak. Nastupao je za Long Beach Jamere u novo osnovanoj ABA ligi u nadi da će potpisati za neki NBA klub. U sezoni 2004./05. potpisao je za ABA momčad Orange County Crush. Povratak u NBA ligu nikada nije ostvario ali 26. siječnja 2006. objavio je da je potpisao ugovor za britansku košarkašku momčad Brigthon Bears. Međutim, Rodman je odigrao samo tri utakmice za Brighton Bearse. U studenom 2005. Rodman je odigrao jednu utakmicu za finsku košarkašku momčad Torpan Pojat.   

## Privatni život
Rodman je sin Shirley i Philandera Rodmana mlađeg. Otac ga je napustio u dobi od tri godine, a majka je radila četiri posla kako bi prehranila obitelj. U svojoj biografiji "Bad as I Wanna Be" opisao je svoj odnos s ocem. Rodman je živio s majkom i dvije sestre, Debrom i Kim, koje su također igrale košarku. Djetinjstvo mu nije bilo lako. Dok je pohađao sveučilište Rodman je radio u ljetnom kampu za mlade košarkaše, gdje se sprijateljio s kamperom Byrneom Richom, koji je bio sramežljiv i povučen zbog lovačke nesreće u kojoj je pogreškom pucao i ubio svog najboljeg prijatelja. Njih dvoje su postali gotovo nerazdvojni i stvorili su blisku vezu. Rich je pozvao Rodmana u svoj seoski dom u Oklahomi; u početku Rodman nije bio dobro primljen od Richevih jer je bio crnac. Ali Richevi su mu bili toliko zahvalni što je njihova sina izvukao iz njegove "ljušture" da su mogli potisnuti svoje predrasude. Nakon što je draftiran od strane Pistonsa upoznao je djevojku Annie Bakes. Ona mu je rodila kćer Alexis i ubrzo su se vjenčali. Međutim brak nije dugo trajao i 1993. njih dvoje su se razveli. To je tako jako utjecalo na Rodmana da je skoro počinio samoubojstvo. Nakon zamjene u Spurse, punio je sve američke novine dvomjesečnom vezom s kraljicom popa Madonnom. Madonna je htjela da joj isključivo Rodman napravi dijete. U studenom 1998. vjenčao se za Carmen Electru, međutim nakon samo 10 dana brak je poništen. Godinu kasnije upoznao je Michelle Moyer, koja mu je rodila dvoje djece. Sina D.J.-a 2000. godine i kćer Trinity 2001. godine. Moyer i Rodman su se vjenčali 2003. godine na Rodmanov 42. rođendan. 30. svibnja 2008. uhićen je zbog nasilja u hotelu u Los Angelesu. Osuđen je na tri godine uvjetno i 45 sati dobrotvornog rada. Rodman je vegeterijanac i obožavatelj grupe Pearl Jam.

## Knjige
- Rodman, Dennis (1994.) Rebound: The Dennis Rodman Story.
- Rodman, Dennis (1996.) Bad as I Wanna Be.
- Rodman, Dennis (1997.) Walk on the Wild Side.
- Rodman, Dennis (2005.) I Should Be Dead by Now.

## Vanjske poveznice
- Službena stranica
- Profil na NBA.com
- Profil  Arhivirana inačica izvorne stranice od 9. svibnja 2016. (Wayback Machine) na Basketball-Reference.com
- Statistike na NBA.com
- Povijesni profil na NBA.com